# Блох-Бауэр, Фердинанд
Фердинанд Блох-Бауэр (нем. Ferdinand Bloch-Bauer; 16 августа 1864, Млада-Болеслав, Австрийская империя — 13 ноября 1945, Цюрих, Швейцария) — австрийский и чехословацкий сахарозаводчик и поклонник искусств.

## Биография
Фердинанд родился в семье пражского сахарозаводчика еврейского происхождения Давида Блоха. Учился в торговой академии в Праге и работал на семейном предприятии, которое под его руководством превратилось в крупное предприятие на европейском рынке.
В 1899 году 35-летний Фердинанд Блох познакомился с 18-летней Адель Бауэр, дочерью Морица Бауэра (1840—1905), генерального директора Венского банковского союза и председателя Восточных железных дорог. Блох и Бауэр поженились ещё в декабре того же года и решили взять общую фамилию Блох-Бауэр. Несмотря на несколько попыток, супругам не удалось завести детей. Фердинанд и Адель Блох-Бауэры были уважаемыми членами венского общества. В их домах встречались многие видные политики, предприниматели и деятели культуры, в том числе Карл Реннер, Юлиус Тандлер и Стефан Цвейг. Адель Блох-Бауэр поддерживала тесные связи с социал-демократическими кругами. Супружеская чета находилась в особо близких отношениях с австрийским художником Густавом Климтом и оказывала ему финансовую поддержку. Во дворце Блох-Бауэров на Элизабетштрассе хранились многие работы Климта, в том числе «Портрет Адели Блох-Бауэр I» или «Яблоня I».
В 1909 году Фердинанд Блох-Бауэр приобрёл поместье Юнгфер Брецан, где разместил свою художественную коллекцию, включавшую произведения живописи XIX века и классицистский венский фарфор Конрада Зёргеля фон Зоргенталя. После распада Австро-Венгрии Фердинанд Блох-Бауэр выбрал чехословацкое гражданство, а поместье в Богемии стало его основным местом жительства. Адель Блох-Бауэр умерла от менингита 24 января 1925 года.
После аншлюса Австрии Фердинанда Блох-Бауэра вынудили покинуть поместье и оставить всё имущество. В аризированном после оккупации Чехословакии имении Блох-Бауэра разместилась резиденция имперского протектора Богемии и Моравии. Фердинанд Блох-Бауэр бежал в Прагу, затем в Цюрих, где и умер. Его останки согласно завещанию были кремированы. Урна с прахом была захоронена рядом с урной Адели Блох-Бауэр в колумбарии при Зиммерингском крематории в Вене напротив Центрального кладбища.